# Nyspanien
Nyspanien (på spansk Nueva España) var navnet på det nye spanske koloniale territorium i Nordamerika fra omkring 1521 til 1821. Hovedstaden i Nyspanien var Mexico City. Nyspanien blev fra 1535 regeret af en vicekonge udnævnt af kongen af Spanien. Nyspaniens territorium dækkede omtrent hele det nuværende Mellemamerika, Caribien, Mexico, de vestlige 2/3 af det USA samt Filippinerne. Derudover gjorde Spanien krav på land længere mod nord med upræcist definerede grænser.
20°N 100°V / 20°N 100°V